# Batman nei film

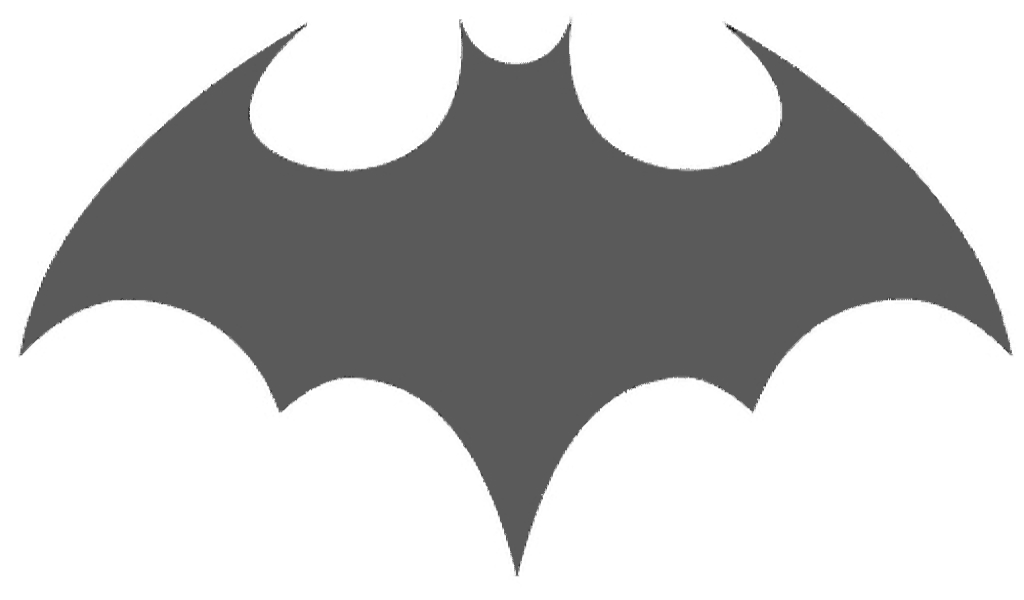
Il simbolo di Batman

Il franchise di Batman, basato sull'omonimo personaggio originario dei fumetti statunitensi pubblicati da DC Comics, ha visto sin dalla sua nascita la distribuzione di diversi film. Creato da Bob Kane e Bill Finger, il personaggio è stato per la prima volta adattato in due serial cinematografici negli anni 1940: Batman e Batman and Robin. Il personaggio è poi apparso nel film Batman del 1966, che era un adattamento cinematografico della serie degli anni '60 Batman con Adam West e Burt Ward, che interpretano Batman e Robin anche nel film. Verso la fine degli anni 1980, Warner Bros. iniziò la produzione di una serie di lungometraggi su Batman, iniziata nel 1989 con Batman, diretto da Tim Burton e interpretato da Michael Keaton. Burton e Keaton tornarono nel sequel del 1992 Batman - Il ritorno e, nel 1995, Joel Schumacher diresse Batman Forever con Val Kilmer nei panni del protagonista. Schumacher diresse anche Batman & Robin, il sequel del 1997 interpretato da George Clooney. Quest'ultimo film ricevette un'accoglienza negativa sia dalla critica sia dal pubblico, portando alla cancellazione di Batman Unchained.
A seguito della cancellazione di due ulteriori film proposti allo studio, il franchise fu riavviato nel 2005 con Batman Begins, diretto da Christopher Nolan e interpretato da Christian Bale. Nolan e Bale tornarono nei due successivi film della serie: Il cavaliere oscuro del 2008 e Il cavaliere oscuro - Il ritorno del 2012. Entrambi i sequel guadagnarono oltre $1 miliardo in tutto il mondo, rendendo Batman il secondo franchise cinematografico ad avere due film con un incasso superiore al miliardo di dollari in tutto il mondo. Il successo di critica e commerciale della trilogia del cavaliere oscuro, come è nota la serie di film, è stata accreditata per aver restituito popolarità al supereroe, con il secondo film della serie che è considerato uno dei migliori film di supereroi di tutti i tempi.
Successivamente Batman è interpretato da Ben Affleck nei film del DC Extended Universe dal 2016 al 2023, da Robert Pattinson in The Batman, film di Matt Reeves uscito nel 2022, e nuovamente da Michael Keaton, che, affiancato dallo stesso Affleck nonché, per un breve cameo, da George Clooney, riprende i panni del suo iconico personaggio dai film di Burton in The Flash (2023) di Andy Muschietti.

## Film
| Film                                          | Data d'uscita USA      | Bruce Wayne                                  | Regista                                   | Sceneggiatori                                                                   | Soggetto                                               | Produttori                                                                       |
| Seriel cinematografici                        | Seriel cinematografici | Seriel cinematografici                       | Seriel cinematografici                    | Seriel cinematografici                                                          | Seriel cinematografici                                 | Seriel cinematografici                                                           |
| --------------------------------------------- | ---------------------- | -------------------------------------------- | ----------------------------------------- | ------------------------------------------------------------------------------- | ------------------------------------------------------ | -------------------------------------------------------------------------------- |
| Batman                                        | 16 luglio 1943         | Lewis Wilson                                 | Lambert Hillyer                           | Victor McLeod, Leslie Swabacker and Harry L. Fraser                             | Victor McLeod, Leslie Swabacker and Harry L. Fraser    | Rudolph C. Flothow                                                               |
| Batman and Robin                              | 26 giugno 1949         | Robert Lowery                                | Spencer Gordon Bennet                     | George H. Plympton, Joseph F. Poland and Royal K. Cole                          | George H. Plympton, Joseph F. Poland and Royal K. Cole | Sam Katzman                                                                      |
| Basati sulla serie televisiva del 1966        |                        |                                              |                                           |                                                                                 |                                                        |                                                                                  |
| Batman                                        | 30 luglio 1966         | Adam West                                    | Leslie H. Martinson                       | Lorenzo Semple, Jr.                                                             | Lorenzo Semple, Jr.                                    | William Dozier                                                                   |
| Batman: Il ritorno del crociato incappucciato | 10 ottobre 2016        | Adam West                                    | Rick Morales                              | Michael Jelenic and James Tucker                                                | Michael Jelenic and James Tucker                       | Michael Jelenic, Benjamin Melniker, Sam Register, James Tucker and Michael Uslan |
| Batman contro Due Facce                       | 10 ottobre 2017        | Adam West                                    | Rick Morales                              | Michael Jelenic and James Tucker                                                | Michael Jelenic and James Tucker                       | Michael Jelenic, Benjamin Melniker, Sam Register, James Tucker and Michael Uslan |
| Serie di film 1989–1997                       |                        |                                              |                                           |                                                                                 |                                                        |                                                                                  |
| Batman                                        | 23 giugno 1989         | Michael Keaton                               | Tim Burton                                | Sam Hamm and Warren Skaaren                                                     | Sam Hamm                                               | Jon Peters and Peter Guber                                                       |
| Batman - Il ritorno                           | 19 giugno 1992         | Michael Keaton                               | Tim Burton                                | Daniel Waters                                                                   | Daniel Waters e Sam Hamm                               | Denise Di Novi e Tim Burton                                                      |
| Batman Forever                                | 16 giugno 1995         | Val Kilmer                                   | Joel Schumacher                           | Lee Batchler, Janet Scott Batchler and Akiva Goldsman                           | Lee Batchler and Janet Scott-Batchler                  | Tim Burton and Peter MacGregor-Scott                                             |
| Batman & Robin                                | 20 giugno 1997         | George Clooney                               | Joel Schumacher                           | Akiva Goldsman                                                                  | Akiva Goldsman                                         | Peter MacGregor-Scott                                                            |
| Film d'animazione                             |                        |                                              |                                           |                                                                                 |                                                        |                                                                                  |
| Batman - La maschera del Fantasma             | 25 dicembre 1993       | Kevin Conroy                                 | Eric Radomski e Bruce Timm                | Alan Burnett, Paul Dini, Martin Pasko, e Michael Reaves                         | Alan Burnett                                           | Benjamin Melniker e Michael Uslan                                                |
| Batman: The Killing Joke                      | 25 luglio 2016         | Kevin Conroy                                 | Sam Liu                                   | Brian Azzarello                                                                 | Alan Moore                                             | Bruce Timm, Alan Burnett e Sam Register                                          |
| LEGO Batman - Il film                         | 10 febbraio 2017       | Will Arnett                                  | Chris McKay                               | Seth Grahame-Smith, Chris McKenna, Erik Sommers, Jared Stern e John Whittington | Seth Grahame-Smith                                     | Dan Lin, Phil Lord e Christopher Miller e Roy Lee                                |
| Trilogia del cavaliere oscuro                 |                        |                                              |                                           |                                                                                 |                                                        |                                                                                  |
| Batman Begins                                 | 25 giugno 2005         | Christian Bale                               | Christopher Nolan                         | Christopher Nolan e David S. Goyer                                              | David S. Goyer                                         | Charles Roven, Emma Thomas e Larry Franco                                        |
| Il cavaliere oscuro                           | 18 luglio 2008         | Christian Bale                               | Christopher Nolan                         | Jonathan Nolan e Christopher Nolan                                              | Christopher Nolan e David S. Goyer                     | Emma Thomas, Charles Roven e Christopher Nolan                                   |
| Il cavaliere oscuro - Il ritorno              | 20 luglio 2012         | Christian Bale                               | Christopher Nolan                         | Jonathan Nolan e Christopher Nolan                                              | Christopher Nolan e David S. Goyer                     | Emma Thomas, Charles Roven e Christopher Nolan                                   |
| DC Extended Universe                          |                        |                                              |                                           |                                                                                 |                                                        |                                                                                  |
| Batman v Superman: Dawn of Justice            | 25 marzo 2016          | Ben Affleck                                  | Zack Snyder                               | Chris Terrio e David S. Goyer                                                   | Chris Terrio e David S. Goyer                          | Charles Roven e Deborah Snyder                                                   |
| Suicide Squad                                 | 5 agosto 2016          | Ben Affleck                                  | David Ayer                                | David Ayer                                                                      | David Ayer                                             | Charles Roven e Richard Suckle                                                   |
| Justice League                                | 17 novembre 2017       | Ben Affleck                                  | Zack Snyder Joss Whedon (non accreditato) | Chris Terrio e Joss Whedon                                                      | Chris Terrio e Zack Snyder                             | Charles Roven, Deborah Snyder, Jon Berg e Geoff Johns                            |
| Zack Snyder's Justice League                  | 18 marzo 2021          | Ben Affleck                                  | Zack Snyder                               | Chris Terrio                                                                    | Chris Terrio, Zack Snyder and Will Beall               | Charles Roven e Deborah Snyder                                                   |
| The Flash                                     | 23 giugno 2023         | Ben Affleck, Michael Keaton e George Clooney | Andy Muschietti                           | Christina Hodson                                                                | John Francis Daley, Jonathan Goldstein e Joby Harold   | Barbara Muschietti e Michael Disco                                               |
| Film del Joker                                |                        |                                              |                                           |                                                                                 |                                                        |                                                                                  |
| Joker                                         | 4 ottobre 2019         | Dante Pereira-Olson                          | Todd Phillips                             | Todd Phillips e Scott Silver                                                    | Todd Phillips e Scott Silver                           | Todd Phillips, Bradley Cooper, Emma Tillinger Koskoff                            |
| Joker: Folie à Deux                           | 4 ottobre 2024         | N.D.                                         | Todd Phillips                             | Todd Phillips e Scott Silver                                                    | Todd Phillips e Scott Silver                           | Todd Phillips, Bradley Cooper, Emma Tillinger Koskoff                            |
| The Batman Epic Crime Saga                    |                        |                                              |                                           |                                                                                 |                                                        |                                                                                  |
| The Batman                                    | 4 marzo 2022           | Robert Pattinson                             | Matt Reeves                               | Matt Reeves and Peter Craig                                                     | Matt Reeves and Peter Craig                            | Dylan Clark and Matt Reeves                                                      |
| The Batman – Part II                          | 1 ottobre 2027         | Robert Pattinson                             | Matt Reeves                               | Matt Reeves and Mattson Tomlin                                                  | Matt Reeves and Mattson Tomlin                         | Dylan Clark and Matt Reeves                                                      |
| DC Universe                                   |                        |                                              |                                           |                                                                                 |                                                        |                                                                                  |
| The Brave and the Bold                        | TBA                    | TBA                                          | Andy Muschietti                           | TBA                                                                             | TBA                                                    | James Gunn, Peter Safran e Barbara Muschietti                                    |

## Sviluppo

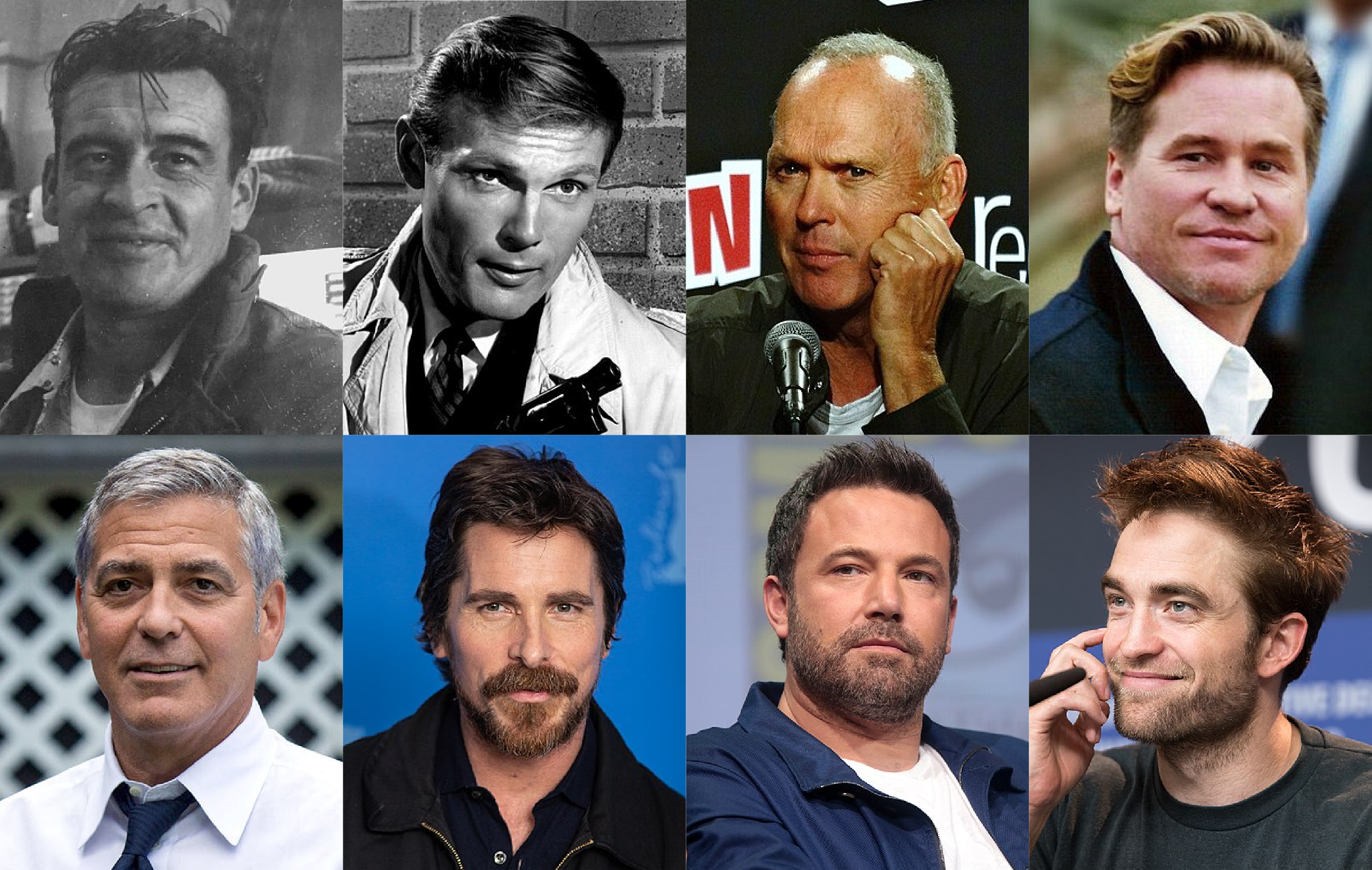
Tutti gli attori che hanno interpretato Batman in ogni film. Da sinistra verso l'alto: Lewis Wilson, Adam West, Michael Keaton, Val Kilmer, George Clooney, Christian Bale, Ben Affleck e Robert Pattinson.

### Gli esordi cinematografici
Nel 1943 Columbia Pictures produsse un serial cinematografico di quindici episodi che venivano proiettati nelle sale a distanza di una settimana l'uno dall'altro: Batman, con Lewis Wilson nel ruolo dell'Uomo Pipistrello e Douglas Croft in quello di Robin. Fanno la loro prima apparizione anche i personaggi di Alfred Pennyworth (William Austin) e Linda Page (Shirley Patterson), fidanzata di Bruce Wayne.
Il film introduce due elementi fondamentali del mito di Batman: la Batcaverna (chiamata inizialmente "Cave The Bat") e l'orologio che apre il passaggio del nascondiglio segreto del protagonista. William Austin, che interpretò Alfred, aveva un fisico magro e sfoggiava un paio di baffi; ciò era in contrasto con l'aspetto cartaceo del personaggio di Alfred in quel periodo che compariva in sovrappeso e senza baffi. Con l'uscita della serie, però, l'aspetto del personaggio nei fumetti venne modificato e divenne molto più simile alla versione interpretata da Austin.
Cinque anni dopo è la volta di Batman and Robin, un altro serial di quindici episodi. Del cast fanno parte Robert Lowery e Johnny Duncan come Batman e Robin, Jane Adams nel ruolo di Vicki Vale e Lyle Talbot in quello del commissario Gordon.

### Anni sessanta

Logo del film del 1966 della 20th Century Fox, basato sull'omonima serie televisiva dello stesso anno

Nel 1965, la 20th Century Fox acquisì i diritti di Batman per trarne una serie televisiva. La prima stagione ottenne grandi ascolti, tanto che gli studi optarono per un adattamento sul grande schermo. Il film Batman, uscì nel 1966 nei soli Stati Uniti, ed il tiepido successo ricavato convinse la Fox a prolungare la serie TV con un'altra stagione. Nella pellicola, Batman e Robin devono fermare Joker, l'Enigmista, il Pinguino e Catwoman, che con una potente arma minacciano i rappresentanti del Consiglio di sicurezza delle Nazioni Unite.

### I progetti di Uslan e Melniker
Nell'aprile 1979, i fumettisti Michael Uslan, Benjamin Melniker acquistarono i diritti d'autore di Batman.
I due, contattarono Richard Maibaum per sceneggiare la pellicola, e Guy Hamilton per dirigerla; ma entrambi declinarono l'offerta. Lo stesso anno, i due fumettisti si misero alla ricerca di uno studio cinematografico che finanziasse il loro progetto; le prime scelte ricaddero sulla United Artists e sulla Columbia Pictures ma entrambe rifiutarono l'idea.
Uslan spiegò che i rifiuti ricevuti dalle varie case cinematografiche erano dovuti alla politica di Hollywood, che non vedeva profitti negli adattamenti da fumetto.
Nell'autunno del 1979, sempre Uslan sceneggiò un copione provvisoriamente chiamato Return of the Batman, molto influenzato dalle atmosfere tenebrose del fumetto delle origini, anni prima che Frank Miller desse luce al graphic novel di culto Il ritorno del Cavaliere Oscuro.
A novembre dello stesso anno, Jon Peters e Peter Guber furono assunti come produttori. Ad Uslan e Melniker fu promulgato un contratto che avrebbe concesso loro il 40% dell'incasso al botteghino.

### La sceneggiatura di Mankiewicz
È comunque nel 1980 che l'allora sconosciuto Tom Mankiewicz venne incaricato di scrivere una sceneggiatura sull'Uomo Pipistrello - battezzata The Batman - che sarebbe poi servita come trampolino di lancio per il Batman di Tim Burton.
Lo script, che narrava le origini di Bruce Wayne e Dick Grayson, partoriva come antagonisti il Joker e Rupert Thorne, mostrando Silver St. Cloud come fidanzata di Batman, inoltre faceva la sua apparizione Oswald Cobblepot per un eventuale seguito. La sceneggiatura fu il trampolino di lancio per lo sviluppo di Batman, infatti verrà utilizzato il Joker come supercriminale.
Verso la fine del 1981, Uslan annunciò la tanto voluta trasposizione, venne fissato il 1983 come data di distribuzione mondiale e vennero stanziati 15.000.000 $ come spesa preventiva iniziale di produzione. Nel 1982, si unirono al progetto, Peter Guber e Jon Peters. I produttori entrarono in negoziato sia con gli Universal Studios che con la Warner Brothers, ma solamente l'ultima accettò l'idea di finanziare Batman.
Il film entrò in programmazione nel 1983, con un budget lordo di 20.000.000 $, Tom Mankiewicz completò il copione nel giugno stesso anno. Vennero commissionati alla regia Joe Dante e Ivan Reitman, ma abbandonarono il progetto poco dopo per lavorare rispettivamente a Gremlins e Ghostbusters.
Lo screenplay venne revisionato nove volte, per mano di vari fumettisti e sceneggiatori, infine Mankiewicz prendendo spunto da Batman: Strange Apparitions di Steve Englehart inserì il Joker come nemico e ritornò a capo del progetto.
Durante la fase di pre-produzione vennero assunti William Holden nel ruolo del Commissario Gordon, David Niven nell'interpretazione di Alfred Pennyworth ed infine Jack Nicholson nella parte del Joker. Come regista venne scelto Tim Burton.
Nonostante il completamento della sceneggiatura, la Warner Bros. voleva un film col duo Batman e Robin, per via del successo ottenuto dalla serie televisiva Batman, vennero fatti i nomi di Bill Murray e di Eddie Murphy per intraprendere i due ruoli.
La casa di produzione cambiò nuovamente idea dopo il successo ricavato da Frank Miller col fumetto Il ritorno del Cavaliere Oscuro: qui, lo studio riprese in considerazione il progetto di The Batman appoggiato da Uslan fin dall'inizio.

### I film di Tim Burton e Joel Schumacher
Nel 1986 gli studios ingaggiarono Tim Burton, forte del successo ottenuto con Pee-wee's Big Adventure. La sceneggiatura passò dalle mani di Steve Englehart, Sam Hamm ed infine Warren Skaaren, Charles McKeown e Jonathan Gems. Nella trama si raccontano sia le origini di Batman che quelle del Joker, interpretati rispettivamente da Michael Keaton e Jack Nicholson. Sono inoltre presenti Kim Basinger nel ruolo della giornalista Vicky Vale, e Jack Palance in quelli del boss criminale Carl Grissom. Batman si rivelò un successo, e ricevette riconoscimenti quali candidature ai BAFTA, ai Golden Globe ed ai Saturn Award. Anton Furst e Peter Young ricevettero l'Oscar alla migliore scenografia.
Sebbene non fosse previsto un sequel, nel 1992 Burton realizzò Batman - Il ritorno, su una sceneggiatura scritta da Daniel Waters e rimaneggiata da Wesley Strick. Come avversari di Batman, ancora interpretato da Keaton, furono scelti Catwoman (Michelle Pfeiffer) e il Pinguino (Danny DeVito)
Dopo le due pellicole gotiche di Burton, Warner Bros. decise di virare su una nuova pellicola più commerciale. La regia venne affidata a Joel Schumacher, il ruolo del protagonista a Val Kilmer, e vennero introdotti i personaggi di Robin (Chris O'Donnell), Enigmista (Jim Carrey) e Due Facce (Tommy Lee Jones). Batman Forever esordì nelle sale nel 1995 e guadagno circa 350 milioni di dollari in tutto il mondo.
Nel 1997 Schumacher tornò in cabina di regia, sostituendo Kilmer, impegnato nella lavorazione de Il Santo, con George Clooney, e ingaggiando Arnold Schwarzenegger come Mr. Freeze e Uma Thurman come Poison Ivy. Batman & Robin ottenne discreti risultati commerciali, ma pessime risposte in termini di critica.

#### Film
- Batman (1989) regia di Tim Burton
- Batman - Il ritorno (1992) regia di Tim Burton
- Batman Forever (1995) regia di Joel Schumacher
- Batman & Robin (1997) regia di Joel Schumacher

### I progetti per un quinto film
Nonostante l'insuccesso di Batman & Robin, la Warner Bros. proseguì nell'ideazione di ulteriori capitoli della serie dedicata all'uomo pipistrello.

#### Batman Unchained
Nell'estate 1997 Joel Schumacher propose Batman Unchained, con Mark Protosevich incaricato di scrivere la sceneggiatura. Vista la presenza obbligatoria del cast artistico (George Clooney e Chris O'Donnell), che aveva firmato un contratto per due produzioni. Tra le prime idee per la sceneggiatura v'era di far riapparire Robin, mentre riguardo ai nemici furono elencati come possibili candidati Spaventapasseri e Harley Quinn con gli attori Jeff Goldblum, Steve Buscemi, Christopher Lloyd e Nicolas Cage in lizza per interpretare il primo e con la cantante Madonna per la seconda L'intenzione era di ricalcare le atmosfere cupe dei Batman di Tim Burton. Il film venne tuttavia annullato in conseguenza dei pessimi risultati ottenuti al botteghino da Batman & Robin.

#### Batman: DarKnight
Nel 1998, gli sceneggiatori Lee Shapiro e Stephen Wise proposero al vice presidente della Warner, Tom Lassally, il seguito ideale di Batman & Robin. Per il nuovo film era già stato formulato un titolo, DarKnight. La trama avrebbe presentato gli antagonisti Spaventapasseri e Man-Bat. Tre mesi dopo aver presentato il film alla Bros, Shapiro e Wise spedirono il copione al regista Joel Schumacher ma, come dichiarato da Lee Shapiro nel 2005, fu cancellato nel 2000 dopo essere caduto nella "produzione limbo".
Nella trama prevista, Bruce Wayne ha abbandonato il mantello, mentre Dick Grayson frequenta ora l'università. Nell'ateneo insegnano lo psicologo Jonathan Crane e il collega Kirk Langstrom, che si detestano. Quando Langstrom subisce una mutazione in un ratto gigante che arriva a terrorizzare la città, Batman riprende la lotta e, sconfitto il mostro, vede Crane trasformarsi nello Spaventapasseri.

#### Il ritorno del cavaliere oscuro
Tra gli altri numerosi film non andati in porto negli anni di sviluppo, la Warner Bros. si interessò a concretizzare sul grande schermo il romanzo grafico Il ritorno del Cavaliere Oscuro di Frank Miller, incaricando i fratelli Hughes della regia. Incentrato su un Batman anziano chiamato a combattere un'ultima volta, la pellicola avrebbe significato la "fine della storia" del personaggio, anziché un riavvio utile. A distanza di alcuni anni dalla cancellazione, gli Hughes citarono Clint Eastwood come un protagonista ideale, ma concordarono come una pellicola simile avrebbe «ucciso» il personaggio.

#### Batman Beyond
Un live action della serie animata Batman Beyond fu oggetto di anticipazioni nell'ottobre 1999 da parte del sito di recensione e critica Ain't It Cool News. Nel gennaio 2000, la Warner Bros. assunse i creatori della serie animata Paul Dini e Alan Burnett come sceneggiatori. Nell'agosto 2000, Boaz Yakin e Neal Stephenson furono assoldati rispettivamente come regista e supervisore allo script. Per la parte di Bruce Wayne / Batman furono proposti Clint Eastwood e Michael Keaton. Gli antagonisti immessi nella sceneggiatura furono Man-Bat e il Joker. Il luglio 2001, le molteplici storie scritte da Dini e Burnett furono declinate nell'attesa di essere sottoposte a revisione. Ad agosto dello stesso anno, l'adattamento di Batman Beyond fu annullato in favore della trasposizione di Batman: Anno uno.

#### Batman: Anno uno
Dopo il flop di Batman & Robin, Joel Schumacher tentò di riottenere la fiducia degli studios proponendo un adattamento della storia Batman: Anno uno di Frank Miller. Nonostante il regista volesse fortemente dirigere la pellicola, lo studio di produzione gli preferì Darren Aronofsky, il quale propose in primis di basarsi su un altro fumetto sempre di Frank Miller, Il ritorno del Cavaliere Oscuro, e di girarlo a Tokyo. Sempre Aronofsky parlò di coinvolgere Clint Eastwood per interpretare l'uomo-pipistrello. All'abbandono di Aronofsky, che declinò per dedicarsi al film indipendente Requiem for a Dream, la produzione venne arrestata fino al settembre 2000, quando Aronofsky firmò un contratto d'assunzione per la regia con la Warner Bros.. A quel punto, il film rientrò ufficialmente in programmazione. I caratteri di Gotham avrebbero dovuto basarsi sulle ambientazioni dei film cult anni settanta quali Taxi Driver, Il braccio violento della legge, Serpico e Il giustiziere della notte. Il copione di Aronofsky fu considerato troppo violento e venne scartato, dato che Warner Bros. era intenzionata a produrre un film per la famiglia. Il regista allora propose di girare due film basati su Year One, uno per famiglie e uno con più azione e violenza, ma gli studios rifiutarono ancora, perché i costi sarebbero stati eccessivi. Vennero allora contattati i fratelli Wachowski, che dovettero abbandonare per il franchise di Matrix. Arrivati a un punto critico, gli studi contattarono nuovamente Aronofsky, che però rifiutò di rientrare nel progetto.
Un'ultima bozza tratta da Batman: Year One fu proposta alla Warner nel dicembre 2002, per mano di Joss Whedon. Il progetto era ormai considerato "intangibile" e perciò ufficialmente cancellato. Il casting non ebbe mai luogo, ma gli attori Val Kilmer, Ben Affleck, Keanu Reeves e Christian Bale mostrarono interesse per la parte di Batman.
Nella trama, l'orfano Bruce Wayne va a vivere con Big Al, co-proprietario di un'officina assieme al figlio Little Al. Spinto dal desiderio di vendetta, diventa un vigilante e conosce l'investigatore Gordon. Nel frattempo indaga su degli agenti corrotti e comprende come la giustizia sia troppo debole. Decide quindi di travestirsi con una maschera da hockey su ghiaccio, vagando minaccioso nella notte e cercando di combattere il crimine organizzato.
Alla fine, Bale interpreterà poi Batman nel 2005, mentre Affleck preferirà abbandonare l'idea dei cinefumetti per un decennio (a causa del flop di Daredevil (2003), di cui è protagonista), finché Zack Snyder non lo convincerà a riprovare per Batman v Superman: Dawn of Justice.

#### Batman vs. Superman
Sul finire del 1999, i media specularono su un progetto, poi mai realizzato, per portare sul grande schermo i supereroi Batman e Superman, che avrebbe coinvolto Richard Donner (regista di Superman), Daniel Day-Lewis e Mel Gibson. Nell'agosto 2001, Andrew Kevin Walker propose alla Warner Brothers Batman vs. Superman, la cui regia sarebbe dovuta andare a Wolfgang Petersen, mentre la sceneggiatura al duo McG e Paul Attanasio.

Poco tempo dopo, Petersen venne incaricato come produttore esecutivo e supervisore allo script, oltre che regista, e dichiarò: 
Durante la fase di pre-produzione, venne fissata come data di inizio riprese il febbraio 2003 per una lavorazione di 5/6 mesi, e come data di distribuzione l'estate 2004. Il revival sarebbe stato un nuovo inizio per entrambe le serie cinematografiche.
Il casting cominciò a metà del 2002. Per l'interpretazione di Batman vennero proposti George Clooney (già partecipe in Batman & Robin), Johnny Depp, Jude Law e Paul Rudd, mentre per Superman furono in lizza John Travolta, Brad Pitt, Vince Vaughn e Colin Farrell (poi entrato nel cast di Daredevil). Le scelte finali puntarono su Christian Bale come Batman e Josh Hartnett per Superman, ma a quel punto la sceneggiatura venne commissionata e il progetto ritirato in favore di singoli diversi per le due serie. Il team-up fu infatti annullato nell'agosto 2002 a causa degli impegni di Petersen nel dirigere Troy, ma anche perché J. J. Abrams propose alla Warner un progetto promettente, Superman: Fly-by.
Verso la fine del 2001, Harry Knowles pubblicò su Ain't' Cool News la sceneggiatura originale di Andrew Kevin Walker, nella quale Lex Luthor Jr. eredita la Luthor Corporation dopo la morte del padre e i giornalisti Clark Kent e Lois Lane viaggiano verso Gotham City per scrivere un articolo circa le attività illecite della Luthor Corp. Qui Batman scopre che dietro la produzione di robot da guerra per l'esercito, vi sono progetti riguardo alla kryptonite. I due eroi infine uniscono le loro forze. Nel febbraio 2002, J. J. Abrams venne assoldato per scrivere una storia su cui partire, la Warner Bros. - a detta di Abrams - voleva un ritorno alle origini di Superman. Dopo il completamento dello scripting da parte di Abrams, anche Akiva Goldsman propose una sua storia. Entrambe vennero poi scartate. La sceneggiatura di Goldsman fu resa disponibile sul web nel 2002 e riportava come cinque anni dopo la morte di Robin, Bruce Wayne e Clark Kent siano ora amici. Il giorno del matrimonio di Bruce, il Joker uccide la sua futura sposa e l'uomo arriva a litigare con Clark per non aver vendicato la morte della compagna. I due si separano, ma in seguito scoprono come sia tutto parte di un piano ordito da Joker e Lex Luthor e gli eroi alfine riescono a sconfiggerli.

### La trilogia del cavaliere oscuro
Nel 2005 esce nelle sale Batman Begins, riavvio della serie cinematografica ad opera di Christopher Nolan. Come protagonista viene scelto Christian Bale, e la storia si ispira in parte a Batman: Anno uno di Frank Miller, narrando infatti delle origini del vigilante. La pellicola ottiene subito ottimi riscontri da parte di critica e pubblico e con un buonissimo botteghino.
Tre anni dopo il regista realizzò il sequel della pellicola, Il cavaliere oscuro, che vedeva l'eroe affrontare Joker, interpretato da Heath Ledger, per la cui interpretazione si aggiudicò l'Oscar al miglior attore non protagonista, mentre Richard King fece conquistare al film l'Oscar al miglior montaggio sonoro. Il film si rivelò un campione di incassi senza precedenti.
Quasi contemporaneamente si fece largo tra i media la possibilità di una pellicola corale dedicato alla Justice League of America, portato in preproduzione da George Miller. All'indomani del successo della prima opera di Nolan però la produzione venne accantonata, ma tale progetto venne riportato in auge nei media dopo l'uscita del Cavaliere oscuro. La major fece allora capire che la priorità riguarda il franchise del regista britannico, e non un Batman che fa squadra con altri supereroi, e lo stesso Nolan spiegò:
All'indomani dell'enorme successo ottenuto con Il cavaliere oscuro, subito il pubblico ed i media si sono interrogati riguardo all'eventualità di un terzo episodio del franchise iniziato con Batman Begins. Nell'aprile 2010 la casa di produzione Warner Bros. annunciò l'uscita del film per il 20 luglio 2012. Solo terminato Inception, uscito nel luglio 2010, Nolan iniziò ad occuparsi di questo terzo capitolo, e nel frattempo confermò la sua partecipazione al riavvio del franchise cinematografico di un altro personaggio DC Comics, Superman. Infine Nolan ufficializzò la sua partecipazione come regista, rivelando in seguito il titolo della pellicola, Il cavaliere oscuro - Il ritorno: il terzo capitolo della trilogia è uscito nelle sale statunitensi il 20 luglio 2012, mentre in Italia è uscito il 29 agosto 2012.

### DC Extended Universe

#### Camei (2016–2023)
Oltre ai ruoli principali, Batman ha fatto diverse apparizioni come cameo in altri film del DCEU.
- In Suicide Squad (2016), Batman compare in alcuni flashback che mostrano gli arresti di Floyd Lawton / Deadshot e Harley Quinn. Dopo un inseguimento con il Joker, salva Harley da un'auto sommersa e cattura Deadshot mentre sta facendo shopping con sua figlia. Viene inoltre menzionata la sua storia con Killer Croc. Alla fine del film, Amanda Waller, consapevole dell'identità segreta di Bruce Wayne come Batman, fornisce a Bruce dei file su vari metaumani in cambio della sua protezione da eventuali conseguenze legate all’attacco recente dell'Incantatrice. Bruce consiglia a Waller di chiudere la Task Force X, affermando che i suoi "amici" si occuperanno dei problemi futuri.[47]
- Anche se non compare fisicamente, Bruce Wayne viene menzionato in Wonder Woman (2017). Dopo gli eventi di Batman v Superman: Dawn of Justice (2016), Bruce recupera la foto dagli archivi di Lex Luthor, una foto che Luthor aveva utilizzato per minacciare Diana Prince, insieme a un orologio appartenuto al padre del capitano Steve Trevor. Bruce invia il tutto a Diana tramite un’auto blindata, accompagnato da una lettera in cui esprime il desiderio di conoscere la sua storia un giorno. Diana, riflettendo sugli eventi del film in un flashback, invia una e-mail a Bruce con un messaggio di ringraziamento: "Grazie per averlo riportato da me".[48]
- Infine, Bill Dean presta la voce a una versione giocattolo di Batman in Shazam! (2019).[49] Durante la sequenza animata dei titoli di coda, Batman viene mostrato mentre insegue la Batmobile, rubata da Shazam.

### The Batman Epic Crime Saga

#### The Batman(2022)
Dopo essere stato scelto per il ruolo di Batman in Batman v Superman: Dawn of Justice (2016), Ben Affleck iniziò a sviluppare un film di Batman per il DC Extended Universe (DCEU) con Geoff Johns, dovendo in principio dirigere, scrivere, produrre e interpretare il ruolo principale. Nel gennaio 2017, Affleck si dimise dalla regia e dalla scrittura per concentrarsi sulla sua interpretazione di Batman. Reeves assunse l'incarico di regista e sceneggiatore il mese successivo, rielaborando la storia per concentrarsi su un Batman più giovane, sperando di enfatizzare l'aspetto detective del personaggio in misura maggiore rispetto ai film precedenti. Anche i collegamenti del film con il DCEU furono interrotti. Affleck si dimise dal suo ruolo di attore in gennaio 2019 e Pattinson fu scelto il maggio successivo. Le riprese principali sono iniziate a Londra, nel gennaio 2020, ma sono state sospese a marzo a causa della Pandemia di COVID-19. La produzione dovrebbe riprendere all'inizio di settembre.
Le riprese iniziarono nel gennaio 2020 a Londra, con il titolo di lavorazione Vengeance. Greig Fraser è stato scelto come direttore della fotografia, riunendosi con Reeves dopo aver lavorato insieme a Blood Story (2010). Le scene in un cimitero sono state girate nella necropoli di Glasgow a metà febbraio. In marzo, la Warner Bros. decise di spostare la produzione a Liverpool a causa della Pandemia di COVID-19. A differenza di altri studi con film in produzione, la Warner Bros. non aveva intenzione di sospendere le riprese, ma alla fine lo fece per due settimane il 14 marzo.
Il 25 marzo, Reeves ha annunciato che le riprese erano state sospese a tempo indeterminato, con l'intenzione di riprendere una volta che fosse sicuro farlo. Le riprese del film sono ricominciate a settembre e si sono concluse a marzo 2021.
Al DC FanDome è stato presentato il primo trailer del film.

## Accoglienza
Il film Batman del 1989 fu un indiscusso successo, la regia di Tim Burton seppe coniugare temi profondi, sviluppando al contempo una trama frenetica e cupa caratterizzata dalle atmosfere lugubri e oniriche. Il film ricevette un Academy Award nella categoria miglior scenografia.
La serie portata da Joel Schumacher tagliò definitivamente le ambientazioni inserite da Burton nei primi due adattamenti. Nonostante fan e critica diedero recensioni negative su Batman Forever, questo seppe sfondare il muro dei 180 000 000 $ negli USA, ricevendo inoltre tre nomination agli Academy Awards nella categoria miglior fotografia, miglior sonoro e miglior montaggio sonoro.
Nel 1997, sempre Schumacher firmò un'altra pellicola, Batman & Robin. Il film venne prodotto con una spesa di 125 000 000 $; e guadagnandone poco meno di 110 milioni di dollari negli Stati Uniti.
La scarsa recitazione e la trama troppo celere contribuirono a bollare il film come il peggiore della serie. A dispetto dei film che lo hanno preceduto, Batman & Robin non ricevette alcuna nomina ai premi Oscar, ed anzi l'attrice Alicia Silverstone (nel film è Batgirl) fu "premiata" all'edizione dei Golden Rasperry Award come la peggior attrice non protagonista.
Il ciclo è rinato nel 2005, col reboot Batman Begins. Il film, diretto da Christopher Nolan e con Christian Bale, ha sfondato il muro dei 350 000 000 $ ottenendo buone critiche e recensioni.
Il film di Nolan ha segnato un ritorno alle origini necessario per l'Uomo Pipistrello, tagliando i ponti con il passato ed evitando qualsiasi riferimento alle atmosfere gotiche di Tim Burton e a quelle kitsch di Joel Schumacher. Prova dell'ottimo successo è stata la nomina ricevuta alla 78ª edizione della cerimonia di premiazione degli Oscar nella categoria miglior fotografia, poi vinta da Memorie di una geisha.
Nel 2008 è uscito l'atteso sequel di Batman Begins, Il cavaliere oscuro. Il film è stato oggetto di una campagna promozionale sin dagli inizi del 2007. Il film, che ha ricevuto ottime recensioni da molti critici, è stato anche considerato il più importante film supereroistico di tutti i tempi e un poliziesco in grado di rivaleggiare con Gli intoccabili, Il padrino e Heat - La sfida.
Il terzo e ultimo film della trilogia di Nolan, Il cavaliere oscuro - Il ritorno, è uscito nel 2012 e complessivamente ha ottenuto lodi leggermente inferiori al precedente capitolo, ma ciononostante è ritenuto uno dei migliori capitoli finali di saghe cinematografiche, ed è stato definito da molti il film più epico e spettacolare dell'attuale generazione di trasposizioni fumettistiche.
| Film                             | Data di distribuzione | Data di distribuzione | Incassi      | Incassi               | Incassi         | Note   |
| Film                             | Italia                | Stati Uniti d'America | Italia       | Stati Uniti d'America | Mondiale        | Note   |
| -------------------------------- | --------------------- | --------------------- | ------------ | --------------------- | --------------- | ------ |
| Batman                           | 18 Ottobre 1989       | 23 Giugno 1989        | 6 697 430 €  | 251 188 924 $         | 411 348 924 $   | [ 56 ] |
| Batman - Il ritorno              | 11 Luglio 1992        | 19 Giugno 1992        | 6 500 000 €  | 162 831 698 $         | 266 831 698 $   | [ 57 ] |
| Batman Forever                   | 20 Luglio 1995        | 16 Giugno 1995        | 6 419 600 €  | 184 031 112 $         | 336 531 112 $   | [ 58 ] |
| Batman & Robin                   | 29 Agosto 1997        | 20 Giugno 1997        | 3 115 406 €  | 107 325 195 $         | 238 207 122 $   | [ 59 ] |
| Batman Begins                    | 17 Giugno 2005        | 15 Giugno 2005        | 6 356 580 €  | 205 343 774 $         | 371 853 783 $   | [ 60 ] |
| Il cavaliere oscuro              | 23 Luglio 2008        | 18 Luglio 2008        | 9 413 000 €  | 517 680 000 $         | 1 001 766 850 $ | [ 61 ] |
| Il cavaliere oscuro - Il ritorno | 29 Agosto 2012        | 20 Luglio 2012        | 14 763 340 € | 448 139 099 $         | 1 081 041 287 $ | [ 62 ] |
| The Batman                       | 3 Marzo 2022          | 4 Marzo 2022          | 10.750.112 $ | 369.345.5843 $        | 772.245.583 $   | [ 63 ] |

## Film d'animazione
In contemporanea con la serie animata Batman, furono realizzati due film d'animazione che ne ricalcavano lo stile, Batman: La maschera del Fantasma nel 1993 e Batman: SubZero nel 1998.
Basandosi sulla serie animata Batman of the Future, nel 2000 venne realizzato Batman of the Future: Il ritorno del Joker. Il mistero di Batwoman del 2003 riprendeva lo stile delle serie The New Batman Adventure, mentre alla caratterizzazione della serie The Batman è ispirato Batman contro Dracula del 2005.
A partire dal 2007 Warner Bros. realizzò una serie di produzioni direct-to-video sotto il nome di DC Universe Animated Original Movies. Batman è il protagonista di Batman - Il cavaliere di Gotham (2008, uscito poco prima de Il cavaliere oscuro di Nolan), Superman/Batman: Public Enemies (2009), Batman: Under the Red Hood, Superman/Batman: Apocalypse (2010), Batman: Anno uno (2011), Batman: The Dark Knight Returns, Part 1 (2012) e Batman: The Dark Knight Returns, Part 2 (2013) e Batman: Assault on Arkham (2014).
Batman appare come protagonista secondario nel film d'animazione The LEGO Movie (2014) di Phil Lord e Christopher Miller, il successo del film ha portato a realizzare uno spin-off interamente dedicato al personaggio, LEGO Batman - Il film (2017) diretto da Chris McKay, Batman appare anche nel sequel The LEGO Movie 2 - Una nuova avventura (2019) diretto da Mike Mitchell.

## Film non autorizzati
Il personaggio di Batman è stato protagonista di una lunga serie di film non ufficiali e non autorizzati.

### Lungometraggi
- Batman Dracula (USA, 1964), regia di Andy Warhol[65]
- Alyas Batman at Robin (Filippine, 1965), regia di Paquito Toledo
- James Batman (Filippine, 1966), regia di Artemio Marquez
- The Wild World of Batwoman (USA, 1966), regia di Jerry Warren
- Batman Fights Dracula (Filippine, 1967), regia di Leody M. Diaz
- Fight Batman Fight! (Filippine, 1973), regia di Romeo N. Galang
- Yarasa adam - Bedmen (Turchia, 1973), regia di Günay Kosova
- Alyas Batman en Robin (Filippine, 1991), regia di Tony Y. Reyes

### Cortometraggi
- Batman: Dead End (USA, 2003), regia di Sandy Collora
- Grayson (USA, 2004), regia di John Fiorella
- World's Finest (USA, 2004), regia di Sandy Collora
- Robin's Big Date (USA, 2005), regia di James Duffy
- City of Scars (USA, 2010), regia di Aaron Schoenke
- Seeds of Arkham (USA, 2011), regia di Aaron Schoenke
- Batman: Death Wish (USA, 2012), regia di Matthew Hiscox

### Animazione
- Batman: Revenge (USA, 2003), regia di Jonathan Markiewitz
- Batman: New Times (USA, 2005), regia di Jeffery Scheetz

## Parodie e film amatoriali
Nel 2003 viene presentato al San Diego Comic-Con Batman: Dead End, un cortometraggio di sei minuti diretto da Sandy Collora, in cui Batman affronta Joker, Alien e Predator. Il prodotto viene giudicato positivamente e viene definito il «miglior film mai fatto su Batman» dal regista Kevin Smith. Viene lodato anche dall'autore di fumetti Alex Ross come «il Batman che ho sempre desiderato vedere». L'anno successivo, Collora realizza un ulteriore corto dedicato ai personaggi DC Comics, intitolato World's Finest.
Al Fantasia Film Festival del 2005 viene presentato il cortometraggio-parodia Robin's Big Date, interpretato da Justin Long (Robin) e Sam Rockwell (Batman). Nello stesso anno gli attori Adam West (Batman), Mark Hamill (Joker), Courtney Thorne-Smith (Catwoman) e Dick Van Dyke (Gordon) prestano la loro voce per Batman: New Times, film d'animazione realizzato con i personaggi Minimates.
Nel 2010 viene prodotto un film pornografico intitolato Batman XXX: A Porn Parody, prodotto da Vivid Entertainment.
Il 2010 è caratterizzato anche da un cortometraggio di circa 30 minuti intitolato Batman: City of Scars. Realizzato dal giovane regista amatoriale Aaron Schoenke, narra della fuga del Joker da Arkham, manicomio criminale di Gotham City. Il film è stato realizzato con un budget di 27.000 $ in appena 21 giorni di riprese.

## Riferimenti in altre opere audio-visive
Nel film del 2007, Io sono leggenda, durante una scena ambientata a Times Square al minuto 07:45 circa, viene mostrato il cartellone pubblicitario di Batman vs. Superman, con tanto di locandina e data di uscita mondiale, 15 maggio 2010; il film era stato inizialmente concepito dallo sceneggiatore Akiva Goldsman (che ha scritto anche la sceneggiatura dello stesso Io sono leggenda), ma in seguito ad uno sviluppo travagliato la produzione della pellicola fu abbandonata e Goldsman scelse di inserire il prototipo del poster del film come Easter Egg di questo suo progetto mai realizzato.